# Сантія
Сантія (італ. Santhià, п'єм. Santià) — муніципалітет в Італії, у регіоні П'ємонт, провінція Верчеллі.
Сантія розташована на відстані близько 520 км на північний захід від Рима, 50 км на північний схід від Турина, 21 км на захід від Верчеллі.
Населення — 8624 особи (2014).
Щорічний фестиваль відбувається 5 лютого. Покровитель — Sant'Agata.

## Демографія
Населення за роками:

Станом на 1 січня 2023 року в муніципалітеті офіційно проживали 772 іноземці з 55 країн, серед них 196 громадян країн Євросоюзу та 6 громадян України.

## Уродженці
- Франческо Маттутея (*1897 — †1981) — італійський футболіст, нападник, згодом — футбольний тренер.

- Анджело Маттеа (*1892 — †1960) — італійський футболіст, нападник, згодом — футбольний тренер.

## Сусідні муніципалітети
- Аліче-Кастелло
- Каризіо
- Казанова-Ельво
- Кавалья
- Крова
- Формільяна
- Сан-Джермано-Верчеллезе
- Тронцано-Верчеллезе